# Судей (коммуна)
Суде́й (фр. Soudeilles, окс. Sodelhas) — коммуна во Франции, находится в регионе Лимузен. Департамент — Коррез. Входит в состав кантона Меймак. Округ коммуны — Юссель.
Код INSEE коммуны — 19263.
Коммуна расположена приблизительно в 380 км к югу от Парижа, в 80 км юго-восточнее Лиможа, в 32 км к северо-востоку от Тюля.

## Население
Население коммуны на 2008 год составляло 288 человек.
| 1962 | 1968 | 1975 | 1982 | 1990 | 1999 | 2008 |
| ---- | ---- | ---- | ---- | ---- | ---- | ---- |
| 378  | 331  | 315  | 299  | 289  | 272  | 288  |

## Администрация
| Период | Период | Фамилия           | Партия | Примечания |
| ------ | ------ | ----------------- | ------ | ---------- |
| 1965   | 1995   | Андре Турне       |        |            |
| 1995   | 2008   | Мишель Лакассань  |        |            |
| 2008   |        | Жан-Франсуа Лафон |        |            |

## Экономика

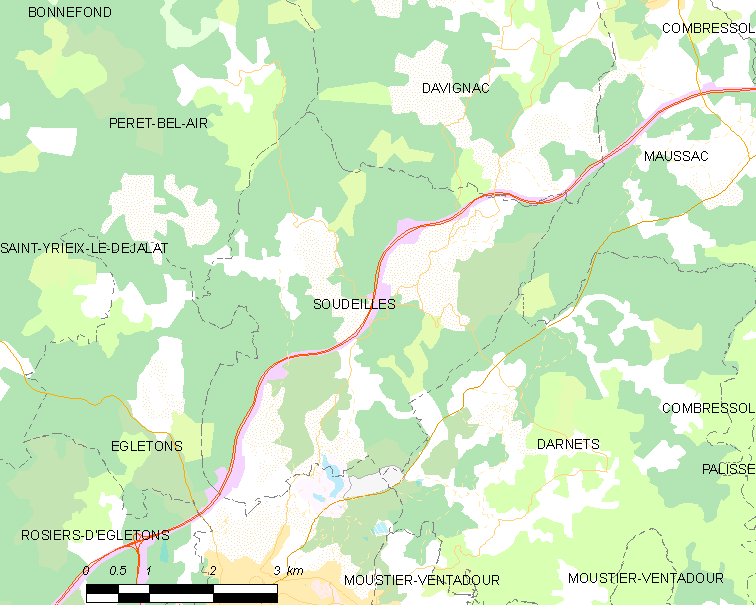
Карта коммуны

В 2007 году среди 171 человека в трудоспособном возрасте (15-64 лет) 121 были экономически активными, 50 — неактивными (показатель активности — 70,8 %, в 1999 году было 67,1 %). Из 121 активных работали 112 человек (62 мужчины и 50 женщин), безработных было 9 (3 мужчин и 6 женщин). Среди 50 неактивных 11 человек были учениками или студентами, 20 — пенсионерами, 19 были неактивными по другим причинам.

## Достопримечательности
- Церковь Сен-Мартен-э-Сен-Блез (XII век). Памятник истории с 1917 года[3]